# Lamon (Kreta)

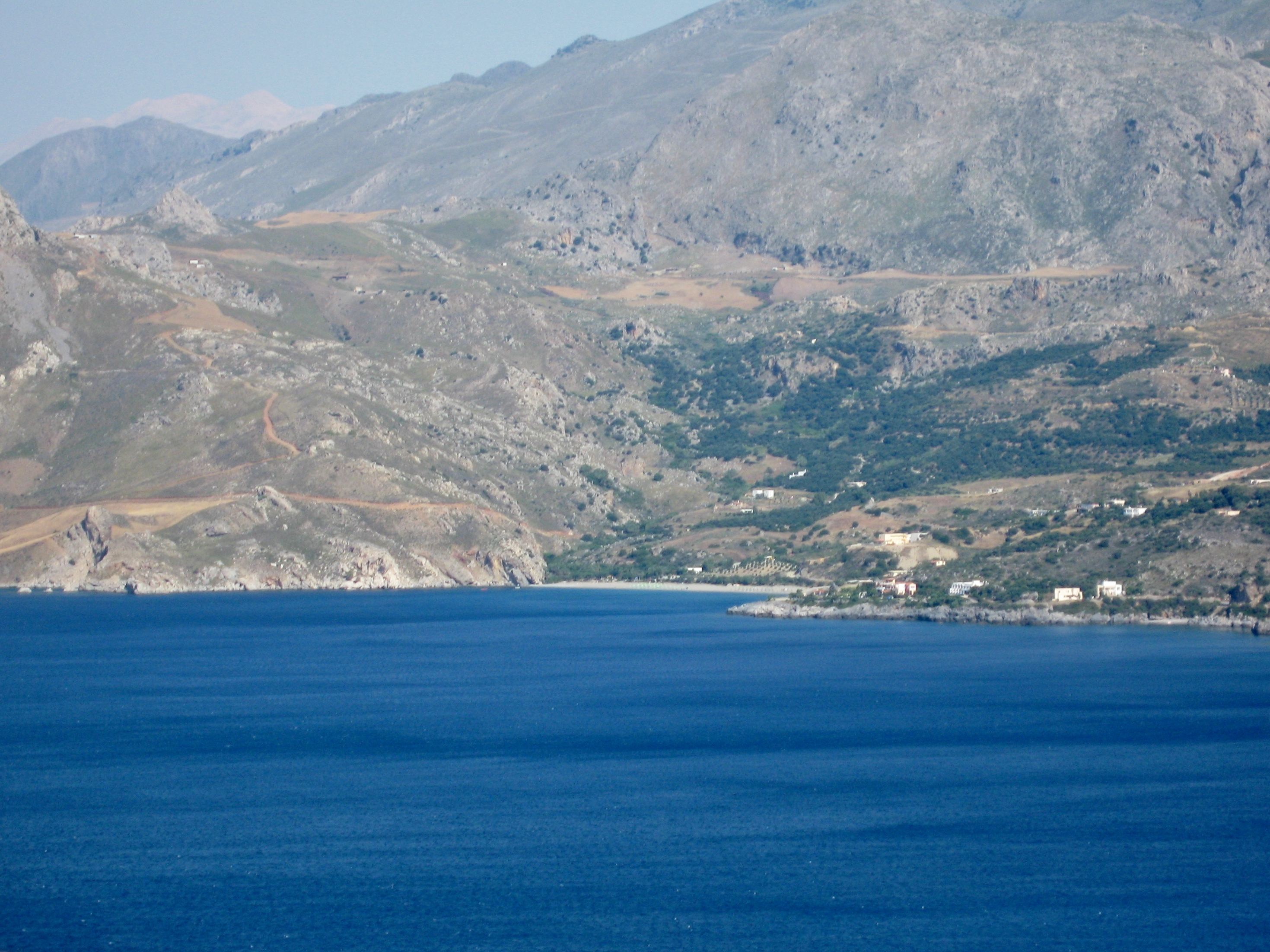
Bucht von Souda

Lamon (altgriechisch Λάμων) war eine antike Stadt an der Südküste der griechischen Insel Kreta. Nach dem Stadiasmus Maris Magni lag sie 150 Stadien westlich von Psychea bzw. 162 Stadien westlich von Soulia oder Soulena (heute Agia Galini) und 30 Stadien östlich von Apollonia (unterhalb des heutigen Ortes Argoules). Lamon verfügte über einen Hafen und Süßwasser. Folgt man den Entfernungsangaben aus dem Stadiasmus Maris Magni, könnte die antike Stadt an der kleinen Bucht von Souda (Σούδα) nahe Plakias gelegen haben. Dort mündet der Finikias potamos (Φοινικιάς ποταμός) ins Mittelmeer, ein Bach, der das ganze Jahr über Wasser führt.